# جو إيزبل
جو إيزبل (بالإنجليزية: Joe Isbell)‏ هو لاعب كرة قدم أمريكية أمريكي، ولد في 7 يوليو 1940 في غورمان في الولايات المتحدة.

## وصلات خارجية
- جو إيزبل على موقع مرجع كرة القدم المحترفة.كوم (الإنجليزية)